# کلمنتسون (مینه‌سوتا)
کلمنتسون (به انگلیسی: Clementson) یک منطقهٔ مسکونی در ایالات متحده آمریکا است که در مینه‌سوتا واقع شده‌است. کلمنتسون ۳۳۳٫۱۵ متر بالاتر از سطح دریا واقع شده‌است.